# Vacanze di Natale '90
Pour plus de détails, voir Fiche technique et Distribution.
Vacanze di Natale '90 est une comédie italienne réalisée par Enrico Oldoini et sortie en 1990.

## Synopsis
Dans un luxueux hôtel de Saint-Moritz, pendant les vacances de Noël, se déroulent les étranges aventures de quelques clients.
Nick, propriétaire d'un restaurant au bord de la faillite, gagne quatre milliards aux courses de chevaux, puis perd la voix en criant sa joie ; en se rendant dans la ville suisse, il rencontre l'élégante Eliette et parvient à la conquérir. Pendant les vacances, Nick gagne à nouveau une somme énorme aux courses de chevaux, retrouvant également sa voix, mais continue à faire semblant d'être muet pour ne pas révéler son accent apulien marqué et ses origines modestes. Le soir de Noël, invité par Eliette à un dîner dans la villa de ses grands-parents, il est présenté à la famille et aux amis de celle-ci, des aristocrates hypocrites et snobs : il y rencontre Alvaro, son ancien partenaire réduit à l'état de serveur et cruellement humilié par les amis de la femme ; face au harcèlement que subit son ami, Nick reprend cependant la parole, défend le travail d'Alvaro et insulte une à une les personnes présentes, à l'exception d'Eliette, puis il quitte le dîner avec son ami. Quelques jours plus tard, lors du réveillon du Nouvel An, Nick et Eliette se retrouvent.
Tony, originaire de Rome, arrive à Saint-Moritz avec sa femme de Macerata, Gloria, qui est plus âgée que lui et qui, étant très riche, le tyrannise en tout, l'obligeant également à supporter tous ses fantasmes sexuels. Pendant les vacances, il rencontre Bindo, son ancien compagnon de service militaire, devenu un riche industriel de Busto Arsizio, qu'il convainc de tuer leurs épouses respectives après que la femme de ce dernier, Rita, l'a trompé pour qu'il puisse enfin rejoindre sa jeune maîtresse, Gianna. Après diverses péripéties, les deux hommes sont cependant contraints de retourner auprès de leurs épouses.
Arturo Zampini, un coureur de traîneaux à chiens déglingué, vole une grosse somme d'argent à son ami Pippo et, en arrivant à l'hôtel de Saint-Moritz, trouve la belle Arabella, qu'il commence à courtiser, ignorant qu'il s'agit de la malheureuse épouse de son ami. Après avoir découvert les liens de cette femme, Arturo s'éloigne des deux hommes, désormais réconciliés, non sans avoir donné un coup de poing au visage de Pippo pour le peu de cas qu'il fait de sa femme, considérée comme moins importante que les chiens.
Beppe, surnommé Croc-Blanc (Zanna Bianca en VO), un instructeur de deltaplane qui passe d'une femme à l'autre, retrouve à l'hôtel un de ses anciens amants qui se moque de lui en lui faisant croire qu'il est le père d'une de ses propres filles, qui tentera de le séduire mais qu'il parviendra finalement à esquiver par peur de céder à sa propre fille. Finalement, la mère des deux filles lui révèle tout et les deux décident de se marier car Beppe, bien que très effrayé, était en fait très heureux à l'idée d'avoir une vraie famille.

## Fiche technique
- Titre original italien : Vacanze di Natale '90[1]
- Réalisateur : Enrico Oldoini
- Scénario : Franco Ferrini, Enrico Oldoini
- Photographie : Sergio Salvati (it)
- Montage : Raimondo Crociani
- Musique : Giovanni Dell'Orso
- Décors : Osvaldo Desideri
- Production : Luigi De Laurentiis, Aurelio De Laurentiis
- Société de production : Filmauro
- Pays de production :  Italie
- Langue originale : italien
- Format : Couleurs
- Durée : 103 minutes
- Genre : Comédie, Ciné-panettone
- Dates de sortie :
  - Italie : 21 décembre 1990

## Distribution
- Christian De Sica : Toni
- Massimo Boldi : Bindo
- Ezio Greggio : Arturo Zampini
- Andrea Roncato : Beppe
- Diego Abatantuono : Nick
- Corinne Cléry : Alessandra
- Moira Orfei : Gloria
- Giannina Facio : Rita
- Maria Grazia Cucinotta : Arabella
- Colette Poupon : Eliette
- Giovanna Pini : Gianna
- Ugo Conti : Alvaro
- Galeazzo Benti : Prince Galiberti
- Antonio Cantafora : Pippo
- Saverio Vallone : Lupo Carletti
- Maria Tedeschi : la grand-mère d'Eliette
- Paolo Paoloni : le père d'Eliette
- Angelo Bernabucci : parieur de chevaux
- Isaac George : Tumbo
- Gustavo Frigerio : Gustav
- Joe Schittino : enfant
- Jennifer Schittino : enfant